# عشق ما را از هم جدا خواهد کرد
«عشق ما را از هم جدا خواهد کرد» (به انگلیسی: Love Will Tear Us Apart) نام ترانه‌ای از گروه پست-پانک انگلیسی جوی دیویژن می‌باشد. این ترانه در اوت ۱۹۷۹ نوشته‌شد و از معدود ترانه‌هایی است که در آن ایان کرتیس گیتار می‌نوازد. متن این ترانه عمدتاً مشکلات ایان کرتیس را با همسرش دبورا کرتیس بازگو می‌کند و همچنین نگاهی کلی به وقایعی دارد که بعداً منجر به خودکشی ایان کرتیس در مه ۱۹۸۰شد. عنوان ترانه به صورت طعنه‌آمیز به ترانهٔ «عشق ما را با هم نگه‌می‌دارد» اشاره می‌کند. دبورا پس از مرگ ایان کرتیس، عبارت «عشق ما را از هم جدا خواهد کرد» را بر روی سنگ یادبود او حک کرد. این ترانه برای اولین بار در ژوئن ۱۹۸۰ عرضه شد و در جدول تک‌آهنگ‌های بریتانیا رتبهٔ ۱۳ را گرفت. در همان سال در ماه اکتبر این ترانه در جدول دیسکو/دنس آمریکا رتبه ۴۲ را گرفت.

## یادبود

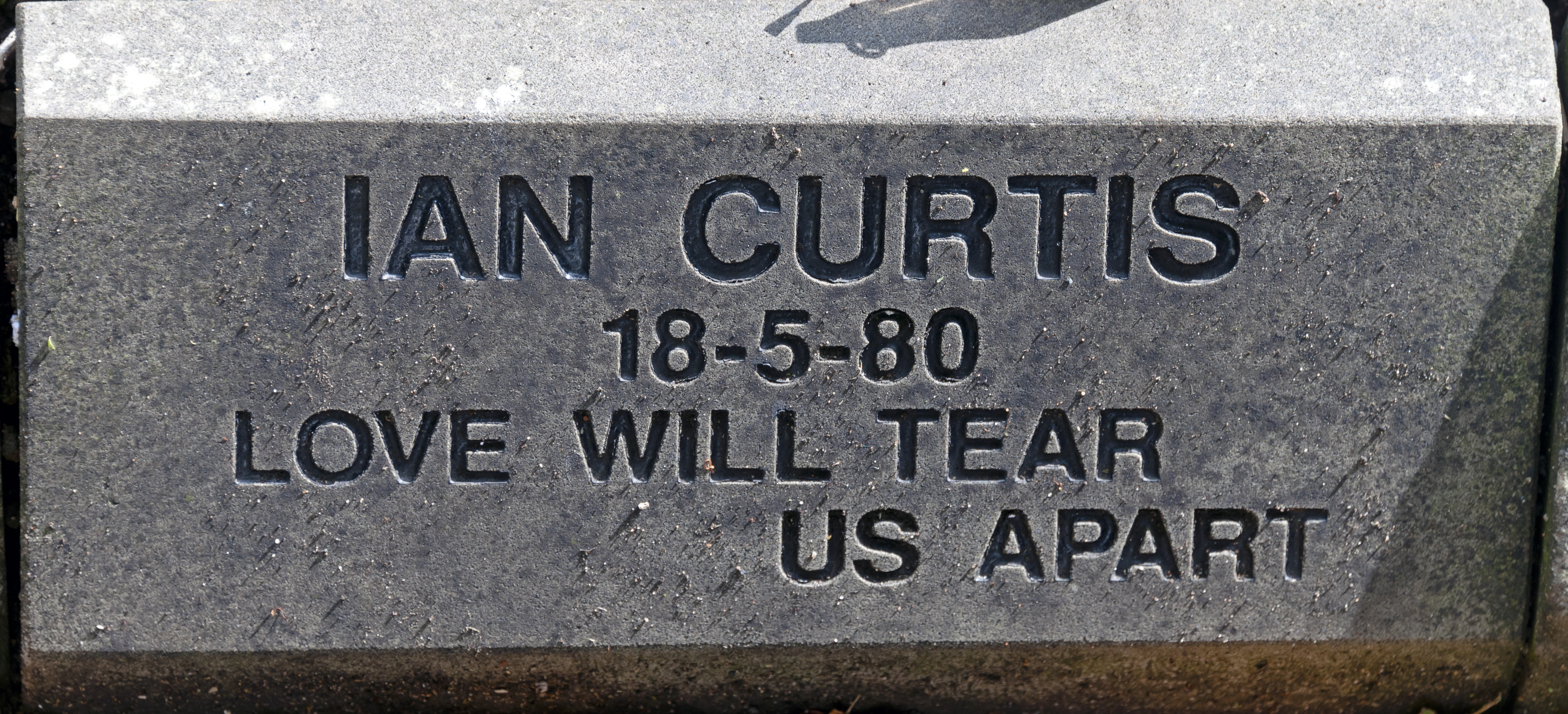
سنگ قبر ایان کرتیس در سال ۲۰۰۸ به سرقت رفت و سنگ جدیدی با همان قالب قبلی جای آن‌را گرفت.

«عشق ما را از هم جدا خواهد کرد» از طرف ان‌ام‌ئی به عنوان برترین تک‌آهنگ تمام زمان‌ها در سال ۲۰۰۲ انتخاب شد. در سال ۲۰۰۴ این ترانه توسط مجلهٔ رولینگ استون در فهرست «۵۰۰ ترانه برتر تمام زمان‌ها» رتبهٔ ۱۷۹ را گرفت. در سال ۲۰۱۱ این رقم به ۱۸۱ رسید.